# 胡风反革命集团案
胡风反革命集团案是1950年代在中国大陆发生的一场从文艺争论到政治审判的事件，因主要人物胡风而得名。在民间和学界被广泛视为中华人民共和国成立後发生的一场大规模文字獄。由于胡风的文艺理论被部分文艺界人士认为偏离毛泽东红色文艺理论，胡风及其支持者与周扬等人的文艺争论被升级为政治批判。随着事件的发展，中共高层介入文艺争论并给予胡风“反革命”的政治定性，胡风等人也因此遭到审判。政治定性后的整个批判运动波及甚广，共清查了2100多人，逮捕92人，隔离62人，停职反省73人，到1956年，共正式认定78人为“胡风分子”，其中骨干23人。
该事件是中华人民共和国建国后一场文艺界的大规模政治整肃和清洗运动，与1955年中国大陆展开的“肃反运动”联系紧密。拨乱反正、改革开放后，经过胡风本人的申诉，中共中央在1980年代认定“胡风反革命集团”案为错案，并于1988年6月18日中国共产党中央委员会办公厅发出（1988）16号文件，胡风案得到官方彻底平反。

## 背景

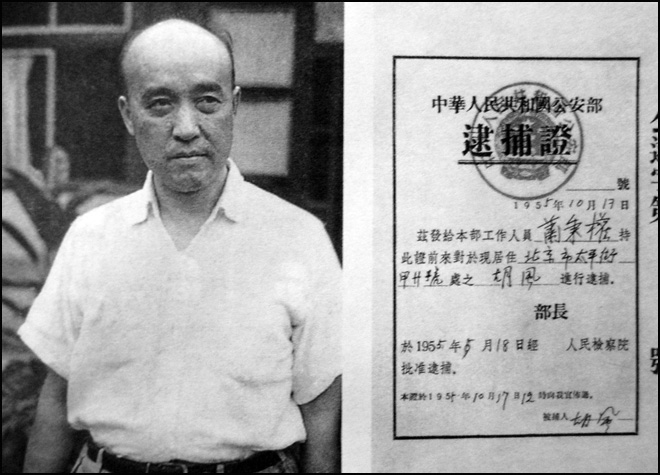
1950年代的胡风以及1955年中华人民共和国公安部对其的逮捕证

胡风是民國时期的文艺理论家和批评家，和鲁迅的关系密切，并受鲁迅思想的影响，较之强调阶级性、反对个性的毛泽东文艺路线，鲁迅和胡风的主张更讲求人性、人道和个性。所以虽然胡风在政治上拥护中共、在文艺理论方面对周作人和林语堂脱离现实的「兴趣主义」和「性灵主义」不满，但也对左联内部当时从苏联引进的所谓「辩证唯物主义创作方法」以及其后在「左联」作家队伍中所产生的「主观公式主义」、「客观主义」不满，在创作上强调作家「主观战斗精神」的主张上多次与中共在文艺界领导人（如周扬）以及毛泽东的观点相冲突。
早在1936年，左联内部有关于“国防文学”（周扬、夏衍、郭沫若提出）和“民族革命战争的大众文学”（鲁迅、冯雪峰、胡风提出）的两个口号的争论，同时也有周扬与胡风关于现实主义问题的争论；1938年毛泽东在文化问题上提出“新鲜活泼的，为中国老百姓喜闻乐见的中国作风和中国气派”后，中国文化界开始关于“民族形式”的讨论。在讨论中，胡风等表现出与毛泽东等有异的观点。1940年代和1950年代初，胡风等人已经受到批评。1948年在香港出版的《大众文艺丛刊》上，对胡风等的文学思想和创作的批评，是该刊的主题之一。邵荃麟的《对当前文艺运动的意见》、胡绳的《鲁迅思想发展道路》、《评路翎的短篇小说》，乔冠华的《文艺创作与主观》等文，都与此有关。中华人民共和国建立後，胡风及其追随者已处于受冷落、排挤的地位。不过对所坚持的路线、主张能取得胜利，他们也持乐观态度，并未料到此后成为被围剿的对象。对于批评和质疑，胡风则也毫不客气的反駁批评。

## 文艺争论期
1945年1月，胡风筹办的文学杂志《希望》第一期问世。创刊号上刊发舒芜的哲学论文《论主观》，实质乃是呼唤个性解放，与此文相呼应，胡风本人亦撰文《置身在为民主的斗争里面》发表。这两篇文章与《讲话》为代表的毛泽东文艺思想背道而驰，均受到延安方面的关注。
1948年，在正定召开的鲁迅逝世纪念会上，诗人艾青不点名地批评胡风的文章风格。从1951年起，一些人写信给《文艺报》编辑部，要求再次批评胡风文艺思想。1952年初，《〈文艺报〉通讯员内部通报》陆续刊登了这些来信，从此拉开运动序幕。

1952年5月25日，胡风旧友舒芜在《长江日报》发表检讨自我的文章《从头学习〈在延安文艺座谈会上的讲话〉》。1952年6月8日，《人民日报》转发舒芜的文章并加胡乔木撰写的编者按，“编者按”对“以胡风为首的”“文艺上的小集团”的“错误性质”，做出裁定：
|  | 他们在文艺创作上，片面地夸大主观精神的作用，追求所谓生命力的扩张，而实际上否认了革命实践和思想改造的意义。这是一种实际上属于资产阶级、小资产阶级的个人主义的文艺思想。 |

同年9月到年底，中共中央宣传部召开了四次有胡风本人参加的胡风文艺思想座谈会。中宣部在写给中共中央和周恩来的报告中，对胡风的文艺思想的“主要错误”做了如下归纳：
|  | 1. 抹煞世界观和阶级立场的作用，把旧现实主义来代替社会主义现实主义，实际上就是把资产阶级、小资产阶级的文艺来代替无产阶级的文艺。 2. 强调抽象的“主观战斗精神”，否认小资产阶级作家必须改造思想，改变立场，片面地强调知识分子的作家是人民中的先进，而对于劳动人民，特别是农民，则是非常轻视的。 3. 崇拜西欧资产阶级文艺，轻视民族文艺遗产。这完全是反马克思主义的文艺思想。……为了清除胡风和胡风类似的这些思想的影响，决定由林默涵和何其芳两同志写文章进行公开的批评。…… |

此后，林默涵和何其芳代表左翼文学权威力量对胡风等的异质思想进行系统清理的文章——《胡风的反马克思主义的文艺思想》、《现实主义的路，还是反现实主义的路？》分别刊登于1953年第2期和第3期的《文艺报》。
当时作为中国文联委员和全国人大代表的胡风对此不服。1954年3月至7月，胡风在路翎、徐放、谢韬、绿原的协助下，完成《关于解放以来的文艺实践情况的报告》，即所谓“三十万言书”，并附说明信一封，以中国传统文人“上书”的方式，在1954年7月22日通过当时负责文教工作的习仲勋“转呈”给中共中央政治局。报告共四部分：
1. 几年来的经过简况
2. 关于几个理论性问题的说明材料
3. 事实举例和关于党性
4. 作为参考的建议

胡风的报告全面否定了林默涵和何其芳文章对他的批评，申明他在若干重要的文艺理论问题上的观点，批评“解放以来”文艺工作上的方针、政策和具体措施，并提出他的建议。与此同时，胡风给党中央的关于文艺政策的信中，将矛头指向当时文艺主政者的周扬：
|  | 我完全确定了以周扬同志为中心的宗派主义统治一开始就是有意识地造成的。以对我的问题为例，是有着历史根源，利用革命胜利后的有利条件，利用党的工作岗位，有计划自上而下地一步一步向前推进，终于达到了肆无忌惮的高度的。 我完全确定了以周扬同志为中心的领导倾向和党的原则没有任何相同之点。我完全确信：以周扬同志为中心的非党倾向的宗派主义统治，无论从事实表现或思想实质上看，已经是发展成了反党性质的东西 |

同年年底，中国文联和作协主席团召开联系扩大会，讨论《红楼梦》研究的问题并检查《文艺报》的工作。胡风以为毛泽东和中央对《文艺报》和文艺界领导的批评，是他的“意见书”起了作用，认为全面质疑、挑战文学规范的时机已到，便在会议上两次长篇发言，抨击当时文艺界主持者。于是，此次本来对“胡适派资产阶级唯心论”的斗争、检查《文艺报》的“错误”的会议，在快结束时，将斗争的风向转向胡风。周扬在《我们必须战斗》（经毛泽东审阅）发言的第三部分，把胡风问题单独提出，并作出“为着保卫和发展马克思主义，为着保卫社会主义现实主义，为着发展科学事业和文学艺术事业”，“我们必须战斗”的号召。

## 高层介入
中宣部对30万言书进行研究后，于1955年1月20日向中央做了《关于开展批判胡风思想的报告》。报告提出，过去虽然对胡风思想进行过一些批判，但由于不彻底，没有发动更多人来参加斗争，始终没有解决根本问题。因此在批判胡适、俞平伯的资产阶级唯心论的同时，对胡风进行彻底批判是十分必要的。为此，报告也提出了具体部署。中共中央批准了中宣部等报告，并指出胡风的文艺思想，是资产阶级唯心论的错误思想，披着马克思主义的外衣，在长时期内进行着反党反人民的斗争，对一部分作家和读者发生欺骗作用，必须加以彻底批判。中共中央要求各级党委必须重视这一思想斗争，把它作为工人阶级和资产阶级之间的一个重要斗争来对待。
同时，胡风的《意见书》便由中共中央交中国作家协会主席团处理。2月，中国作协主席团扩大会议决定对胡风文艺思想进行全面批判。主席团将胡风报告其中的二、四两部分专印成册，随《文艺报》1955年第1、2期合刊附发，“在文艺界和《文艺报》读者群众中公开讨论”。毛泽东也在此时的一份批示中，要求文艺界“应对胡风的资产阶级唯心论，反党反人民的文艺思想进行彻底的批判”。一场全国性质的批判运动全面展开。大量报刊发表批判文章，4月1日，《人民日报》发表郭沫若的文章《反社会主义的胡风纲领》，对胡风的三十万言书进行逐一批判。不久，舒芜在《人民日报》上发表抨击文章《胡风文艺思想反党反人民的实质》，同时还交出了在1940年代与胡风的私人通信随后，文艺报将舒芜提供信件和胡风送上的检讨《我的自我批判》一并发布。后来又“搜出”或要当事人交出他们的往来信件后，“性质”上升为“犯罪”。

### 胡风反革命专案组
同时，毛泽东亲自审阅舒芜交出的胡风给他的多封信件，断定胡风等人是一个“反党小集团”，立即指示中央宣传部和公安部成立“胡风反革命集团专案小组”，5月初，由中共中央宣传部和公安部共同组成的胡风问题的专案组，开始集中在全国各地调查胡风等人的历史情况，收集他们的有关信件。
| 姓名   | 时任职务                               | 备注                       |
| ------ | -------------------------------------- | -------------------------- |
| 陆定一 | 中央宣传部部长                         | 胡风反革命集团专案小组组长 |
| 周扬   | 中央宣传部副部长                       |                            |
| 钱瑛   | 中央监察部部长                         |                            |
| 李楚离 | 中央组织部副部长                       |                            |
| 杨奇清 | 公安部副部长                           |                            |
| 罗瑞卿 | 公安部部长                             | 7月1日后增补               |
| 梁国斌 | 最高人民检察院副检察长                 | 7月1日后增补               |
| 高克林 | 最高人民法院副院长                     | 7月1日后增补               |
| 肖华   | 总政治部副主任                         | 7月1日后增补               |
| 刘澜涛 | 中共中央副秘书长、中央监察委员会副书记 | 7月1日后增补               |

5月13日在《人民日报》以“关于胡风反革命集团的一些材料”为名，公布这些信件，以后又陆续公布一些材料，并集结成书，由毛泽东亲自作序出版，在全国开展清查“胡风集团”的运动，1955年5月13日至6月20日《关于胡风反革命集团的材料》（共三批）中出现了这样的话：
|  | 胡风分子是以伪装出现的反革命分子，他们给人以假象，而将真相隐蔽着。 胡风和胡风集团中的许多骨干分子很早以来就是蒋介石国民党的忠实走狗，他们和帝国主义国民党特务机关有密切联系，长期地伪装革命，潜藏在进步人民内部，干着反革命勾当。 他们的基本队伍，或是帝国主义国民党的特务，或是托洛茨基分子，或是反动军官，或是共产党的叛徒，有这些人做骨干组成了一个暗藏在革命阵营的反革命派别，一个地下的独立王国。这个反革命派别和地下王国，是以推翻中华人民共和国和恢复帝国主义国民党的统治为任务的。 |

刘白羽带领公安人员于1955年5月16日对胡风进行搜查，5月17日胡风被拘捕。
与此同时，中宣部派林默涵、刘白羽、何其芳、张光年、郭小川、袁水拍等人到胡风专案组负责审阅“胡风分子”的来往信件和文稿，公安部负责对胡风等人的审讯和调查工作。
从5月18日到6月8日的20天中，《人民日报》每天在第三版用五分之二以上甚至全版的篇幅，有时还扩印两张共计12版的篇幅刊登表态声讨的文章、读者来信和漫画，版面上安置《提高警惕 揭露胡风》的大标题。第三批材料公布后，连续一个月类似报道约占15个版面，版面大标题改为《坚决彻底粉碎胡风反革命集团》。同时大量宣传书籍甚至政治漫画开始在全国范围涌现，宣传机器在全国开动，如《胡风反革命集团是中国人民的死敌》（徐岗编写，新知识出版社）
官方媒体产生的宣传影响是巨大的，文艺界人士也开始纷纷与胡风“划清界限”，1955年5月26日《人民日报》所刊巴金《必须彻底打垮胡风反党集团》成为颇具典型的一例，同时检讨会、座谈会纷纷展开。

## 定罪及受牵连人物
1955年5月16日胡风被捕，但至5月18日全国人大才作出逮捕决定。胡风先于看守所被隔离3个月，后被单人关押至北京的秦城监狱，直到1965年底被判刑为止。多人由于“反革命派别”而遭到清查，先后有数十人被捕。根据1980年7月21日公安部、最高人民法院、最高人民检察院《关于胡风反革命集团复查报告》披露，1955年和1956年全国共清查了2100多人，逮捕92人，隔离62人，停职反省73人，到1956年，共正式定为“胡风分子”78人，其中骨干23人。1958年5月，78人中撤销职务、劳动教养、下放劳动等处理的有61人。比较出名的有：华岗、路翎、阿垅、鲁藜、牛汉、绿原、彭柏山、吕荧、贾植芳、谢韬、王元化、梅林、刘雪苇、满涛、何满子、芦甸、彭燕郊、曾卓、耿庸、张中晓、罗洛、胡征、方然、朱怀谷、王戎、化铁等。
从胡风被逮捕后，迟迟没有审判。一是认为胡风本人对定性一直不服；二是搜集取证，专案组曾多次派专人到南京等地翻阅敌伪档案和审问有关犯人，但未能取得有力罪证。公安部几次向中央报告，请求暂缓处理，一直拖到1965年结案，报请中央批准由法院判处。
1965年后，骨干份子中3人被判刑，1人另案处理（下表）
| 姓名   | 判决                          | 判决日     | 备注                              |
| ------ | ----------------------------- | ---------- | --------------------------------- |
| 胡风   | 有期徒刑14年，剥夺政治权利6年 | 1965-11-26 | 由于已经服刑10年，其余4年监外执行 |
| 阿垅   | 有期徒刑12年                  | 1966       | 天津                              |
| 贾植芳 | 有期徒刑12年                  | 1966       | 上海                              |
| 庄涌   | 另案处理                      |            |                                   |

其余13人免于起诉，给予降职、撤职或另行安排工作的处理。

## 判刑之后
胡风及“胡风集团骨干分子”的书籍均遭停售，即使是恩格斯和高尔基的著作，只要是胡风分子译作，均不得在市面销售，也不得在图书馆公开借阅。
1966年，“无产阶级文化大革命”开始，胡风夫妇被送到四川省芦山县劳动。1967年11月，四川省公安厅在没有任何罪名的情况下，以原政法机关“包庇”了“胡风集团”为由将胡收监。1970年1月，因胡风在报纸空隙写诗，被四川省革命委员会以“在毛主席像上写反动诗词”的罪名判处无期徒刑，不得上诉。
同时，“文革”期间，当年胡风事件中与胡风对立的两位主要人物：周扬和舒芜，乃至一大批文艺界人士，纷纷以各种形式遭到整肃，周扬入狱，舒芜则早在反右运动期间就被定性为“右派分子”，文革中也历经磨难。

## 三次平反
1978年底，无期徒刑判决被撤销，胡被释放，发还财产，安排为四川省政协委员。然而胡风对1965年判决不服，于1979年4月向中共中央提出申诉，陈云批示由公安部复查。1980年中共中央决定为“胡风反革命集团”案平反，9月29日中共中央发出76号文件，指出：“‘胡风反革命集团’一案，是当时的历史条件下，混淆了两类不同性质的矛盾，将有错误言论、宗派活动的一些同志定为反革命分子、反革命集团的错案。中央决定，予以平反。”而对诸如“胡风的文艺思想和主张有许多是错误的，是小资产阶级的个人主义和唯心主义世界观的表现”；“胡风等少数同志的结合带有小集团性质，进行过抵制党对文艺工作的领导，损害革命文艺界团结的宗派活动”，还有胡风在20年代担任所谓“反动职务”，写过“反共文章”，“进行反革命宣传鼓动”等政治历史”问题”则予以保留，胡风不接受平反文件，拒绝签字。
胡风得到平反后，担任第五届、第六届全国政协常委、中国文联全国委员会委员、中国作家协会顾问、中国艺术研究院顾问。1985年胡风逝世，但胡风的家人对1980年并不彻底的平反、尤其是官方悼词不服，胡风遗体在很长时间内并未下葬。这年4月，经中共中央书记处批准，公安部发出[85]公二字50号文件，正式撤消了1980年第一次平反文件中对胡风“历史问题”的措辞。
1986年1月，中共中央公开撤消对胡风的政治历史结论。1月15日胡风追悼会在八宝山革命公墓举行，文化部部长朱穆之在悼词中说，胡风是“我国现代革命文艺战士、著名文艺理论家、诗人、翻译家。”“胡风同志的一生，是追求光明、要求进步的一生，是热爱祖国、热爱人民并努力为文艺事业做出贡献的一生。”
此后中宣部起草以中共中央办公厅名义下发了为胡风平反《补充通知》（全部撤销了1980年结论中三个政治性结论）以征求意见。然而，由于1986年底出现政局动荡，胡耀邦下台，中宣部部长易人，《补充通知》延后到1988年发出。
1988年6月18日，中共中央发布《关于为胡风同志进一步平反的补充通知》，正式撤消其个人主义、宗派主义、唯心主义等罪名，“胡风反革命集团”案才被彻底平反。

## 历史遗留及影响
当时的中共认为，利用胡风事件大张旗鼓地发动群众来进行肃清一切暗藏的反革命分子的运动，是正确且必要的。其直接成效是，仅仅两月，就揭露出反革命分子和各种“坏分子”29230人，“反革命嫌疑分子”12488人，还发现了为数甚多的“小集团”。据陆定一后来向苏联通报的情况，拟定全国总共审查1200万人。审查于1955年6月开始，到9月中旬时，已“仔细审查”222万人。其中已查明的反革命、叛徒和重大刑事犯罪分子有11.8万人，揭露11000个集团和派别。但至1980年代，胡风从政治上、历史上、文艺思想及文学活动上，获得全面彻底的平反，胡风案件也被官方承认为一大“冤案”。
对于胡风案件的反思也一直没有终结。胡风在后来回忆为何遭到整肃时指出，因为毛泽东“不愿意听不同意见，不喜欢别人不佩服他。也许他觉得我不尊重他。”。以李新宇为代表的学者则认为，对胡风的批判已经是对鲁迅的批判，对胡风文艺思想整肃也成了对鲁迅思想和文学方向的整肃。责任方面，无论中国大陆内外，文学界普遍认为，中共尤其是毛泽东负有不可推卸的责任，甚至有观点认为，舒芜的信只是给予毛泽东一个“可以下的台阶”，一个说得过去的“藉口”。加之纠缠不清的文艺流派之争甚至“文人相轻”的传统，产生了政治定性、群起攻之的历史悲剧。进入21世纪，谢泳等学者将目光转移到制度层面，指出五十年代的“文字狱”并非个人所为，而是制度化暴力的产物。甚至贾植芳曾说，“胡风要是做了周扬，比周扬还要周扬。”
胡风案中表现出的一系列现象也被视为文革的“热身”：凭空捏造、舆论动员、全国声讨，从行动到大批判语言都惊人的类似。由舒芜“献私信构筑‘反革命材料’，卖友求荣的道德败坏倡导，导致此后打小报告、作窃听机器者群起，知识分子和全民道德崩溃，假大空盛行。同时，当时的大陆媒体，尤以《人民日报》为首，受到政治干预，完全成为政治宣传机器，用政治斗争代替学术讨论，“混淆了两类不同性质的矛盾，新闻界自身的形象也受到损害。”
由于胡风案件已有定论，今天的史学和文学界公认为，由于此前已经有过对胡适、俞平伯等人或事件的批判之风，胡风案件以及此后掀起的对知识分子的整肃和清理使得当时的知识界噤若寒蝉。由于时代变迁，带有民国身份的诸多知识分子“心惊胆跳”，“畏罪自杀”的事件时有发生。虽然1955年之后胡风案及其带来的整肃运动最为狂暴的时期已经过去，但“知识界空气空前沉闷，知识分子心情压抑，意志消沉，政治热情、工作热情受到严重挫伤”。最为脆弱、敏感的文艺界批判後的萧条表现的尤为明显。此后的丁玲、陈企霞“反党小集团”问题，进一步加剧了文艺界的紧张氛围。1930年代的老作家大多封笔，前解放区的作家也屡受批判，文艺作品不但数量少，而且题材狭窄、刻板印象、公式化现象严重。而对胡风案和此后的整肃运动造成了知识分子群体性的疑虑、压抑和恐惧，他们对此极为不满。肃反的扩大后来为1957年“鸣放”运动中表达最多的一个话题，同时缺乏真实客观的信息为依据，中共调整知识分子政策的效果也受到了影响。一定程度上为反右运动埋下了伏笔。

## 相关影视作品
- 中国大陆民间记录胡风反革命集团案的紀錄片《红日风暴》[57]（2009年），导演：彭小莲、魏时煜

## 延伸阅读
按出版时间排序：
- 梅志，《胡风沉冤录》，科学出版社，1989年（由作者三本合辑出版——《往事如烟》1987；三联 《伴囚记》1988，工人；《在高墙内》1989，工人）
- 路莘，《受难者的妻子们：胡风冤案中的女性》，花城出版社，1990年，ISBN 9787536006270
- 毛泽东，《毛泽东选集》，人民出版社，1991年12月1日，ISBN 978-7-01-000922-3
- 戴光中，《胡风传》宁夏人民出版社，1994年12月第1版 ISBN 7-227-01399-5
- 张中晓、路莘，《无梦楼随笔》，上海远东出版社，1996年，ISBN 9787806132173
- 李辉，《胡风集团冤案始末》， 湖北人民出版社，ISBN 978-7-216-03556-9 /《文坛悲歌》，花城出版社，1998年1月第1版，ISBN 978-7-5360-2674-2
- 万同林，《殉道者胡风及其同仁们》，山东画报出版社，1998年5月第1版 ISBN 978-7-80603-195-7
- 梅志、晓风合著，《胡风：死人复活的时候》，中国青年出版社，1999年1月1日，ISBN 9787500633440
- 彭小莲，《他们的岁月》，上海文艺出版社，2001年，ISBN 9787532120284
- 胡风，《胡风三十万言书》，湖北人民出版社，2003年1月1日，ISBN 978-7-216-03555-2
- 林希，《白色花劫——“胡风反革命集团”冤案大纪实连载》，长江文艺出版社，2003年1月1日，ISBN 7-5354-1771-X
- 路莘，《三十万言30年》，宁夏人民出版社，2007年10月，ISBN 9787227034322
- 晓风，《我的父亲胡风》，湖北人民出版社，2007年2月，ISBN 978-7-216-04499-8
- 于静，《旧物记：胡风遗藏纪事》，中华书局，2008年6月10日，ISBN 9787101061284
- 牛汉，《我仍在苦苦跋涉——牛汉自述》，三联书店，2008年7月，ISBN 978-7-108-02870-9
- 王文正，《我所亲历的胡风案（全新修订本）》， 当代中国出版社，2015年8月，ISBN 9787515406022
- 魏时煜，《胡风：诗人理想与政治风暴》，香港城市大学出版社，2017年6月，ISBN 9789629372590